# 印度尼西亚—秘鲁关系
印度尼西亚－秘鲁关系是指印度尼西亚共和国和秘鲁共和国之间的外交关系。两国都看好对方具有良好前景的市场，并想要增强与对方的贸易关系。 两国均在对方首都设有大使馆。同时，两国都是世界贸易组织、亚太经济合作组织、不结盟运动和东亚－拉丁美洲合作论坛等多边组织的成员。

## 历史
印尼与秘鲁于1975年8月12日正式建交。 当时，印度尼西亚驻秘鲁代表团是通过印度尼西亚驻巴西利亚使馆被认可的。秘鲁政府于1992年11月1日在雅加达设立了大使馆。考虑到效率以及与秘鲁加强合作的需要，印度尼西亚政府于2002年2月20日在利马开设了印度尼西亚大使馆。

## 贸易与投资
根据印度尼西亚中央统计局的数据，2001年印尼与秘鲁之间的贸易额达到2.137亿美元。 两国在2013年10月签署了农业合作谅解备忘录。